# Gyerünk haza!
A Gyerünk Haza! egy kalandos, humoros könyv nem csak fiataloknak, melyet Nógrádi Gábor írt.

## Történet
|  | Alább a cselekmény részletei következnek! |

Az ifjúsági regény főszereplője két angol gyerek, Eszter és Robert, akiket szüleik Magyarországra, Kokasra küldenek, anyjuk gyermekkorának helyszínére. A gyerekek csodálkozva látják, hogy nincs telefon a házban, csak a főtéren van egy. A szokatlan körülmények sokasága miatt kérlelik a szüleiket, hogy ne hagyják ott őket, de sikertelenül. Eszter elhatározza, hogy megszökik, ami sikerül is neki, csak éppen Bobi, a kutya is vele tart. Robert pedig felpattan a Sári nevű ló hátára, és a húga után ered. Útközben gyakran veszélyes kalandokba keverednek. Hogy hol? Az Alföldön, a Tiszánál, Budapesten, még a Balaton mellett is. Eközben mindenki őket keresi. Néha jópofa, máskor rossz szándékú alakokkal találkoznak, de barátokra is szert tesznek. Humoros kalandjaikról számol be a regény.
|  | Itt a vége a cselekmény részletezésének! |

## Kiadásai
- Gyerünk haza!; Presskontakt, Bp., 2004
- Gyerünk haza! Szökés Magyarországon át; Móra, Bp., 2011
- Gyerünk haza!; 3. felújított kiad.; Móra, Bp., 2018